# Карлофорте
Карлофорте (італ. Carloforte, сард. Carloforte) — муніципалітет в Італії, у регіоні Сардинія,  провінція Карбонія-Іглезіас.
Карлофорте розташоване на відстані близько 470 км на південний захід від Рима, 75 км на захід від Кальярі, 19 км на захід від Карбонії, 28 км на південний захід від Іглезіас.
Населення — 6215 осіб (2014).

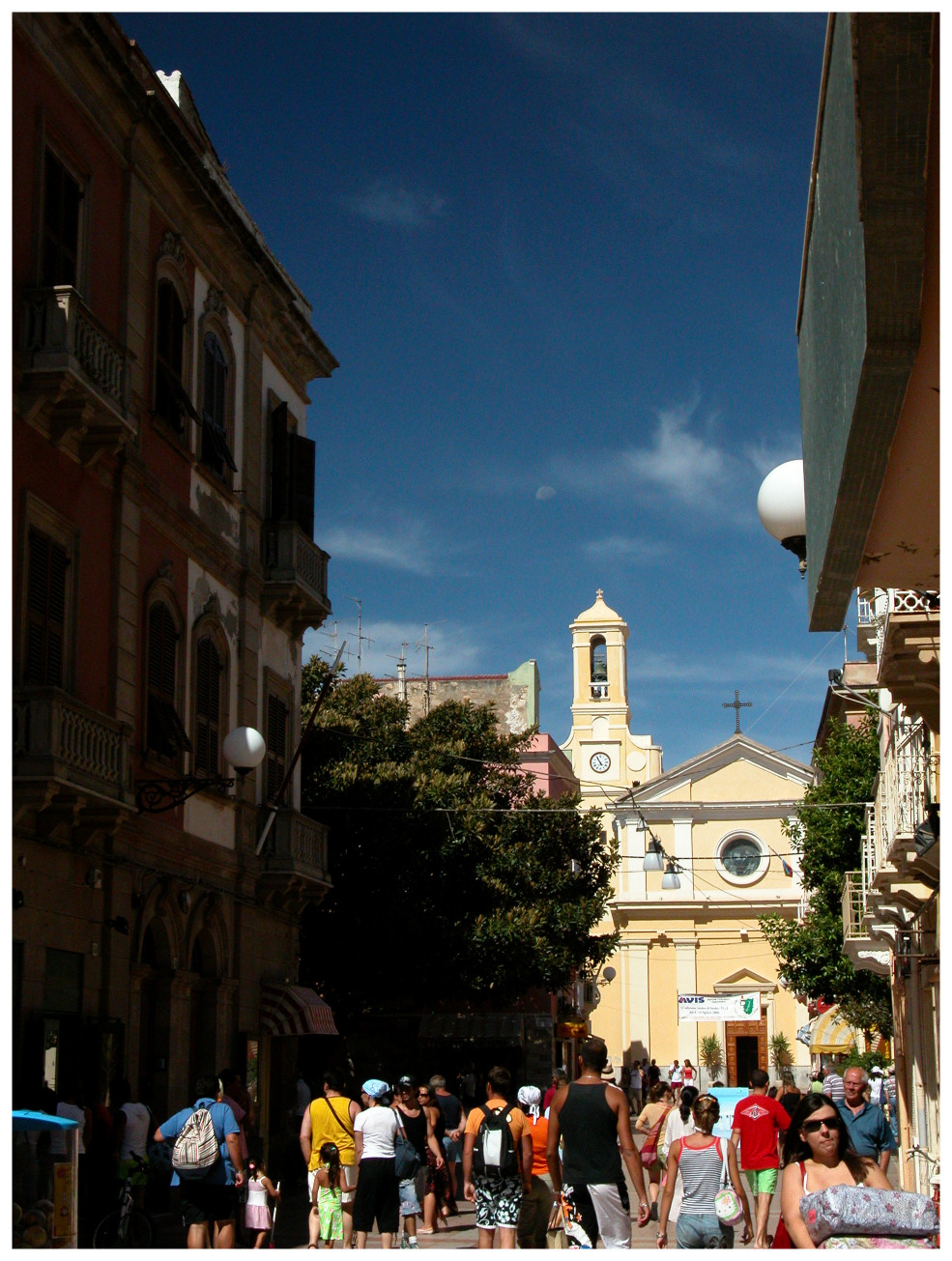

Щорічний фестиваль відбувається 4 листопада. Покровитель — Carlo Borromeo.

## Демографія
Населення за роками:

Станом на 1 січня 2023 року в муніципалітеті офіційно проживали 124 іноземці з 31 країни, серед них 39 громадян країн Євросоюзу та 9 громадян України.

## Сусідні муніципалітети
- Ізола-ді-Сан-П'єтро